# Maarten van Roozendaalplein

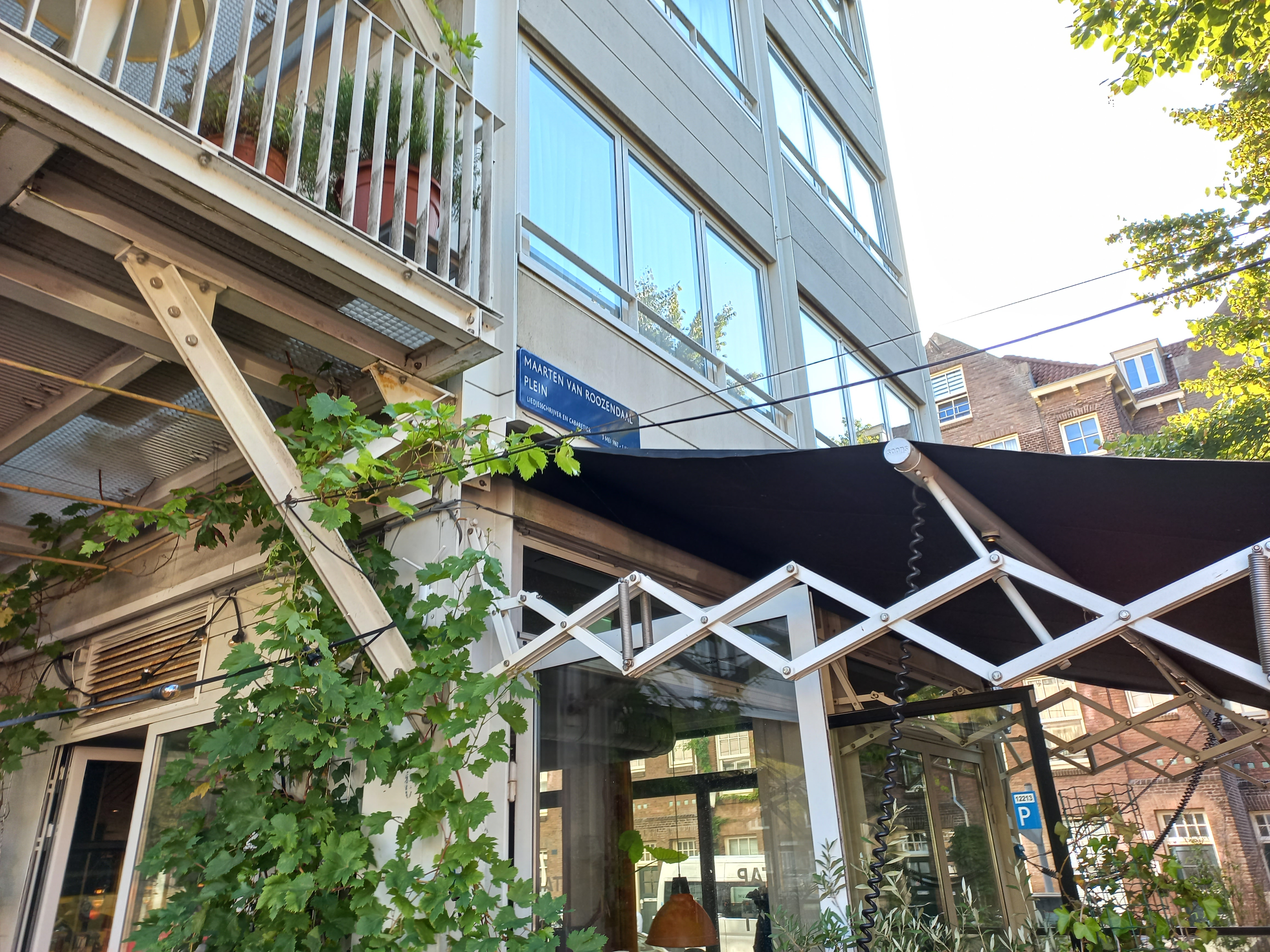
Naambord Maarten van Roozendaalplein (september 2023)

Het Maarten van Roozendaalplein was een officieus plein in Amsterdam-West. Het plein lag voor een bouwkundige taartpunt op de hoek van de Tweede Kostverlorenkade en de Bellamystraat. 
Een aantal bewoners van de Kinkerbuurt wilde een plein vernoemen naar de in 2013 overleden zanger, cabaretier en liedjesschrijver. Tot een officiële vernoeming kwam het niet, het werd niet opgenomen in de Basisregistratie Adressen en Gebouwen. Het kreeg wel een officieel lijkend straatnaambord. Initiatiefnemer was onder andere de plaatselijke kroegbaas die menig glas voor bier voor de kunstenaar, die in de omgeving woonde, had getapt. Op 25 augustus 2023 werd het straatnaambord onthuld. De onthulling werd opgeluisterd door Lucretia van der Vloot, Paul de Munnik en Ricky Koole (‘’Olielamp’’), die enige liedjes van hem zongen. Zijn weduwe Eva Bauknecht droeg een tekst voor.
Plaatsing leidde tot protesten van mede-eigenaren van het complex waarop het bord is aangebracht. De gemeente gaf echter geen toestemming het elders op het plein te plaatsen. En daarmee verdween het plein weer uit beeld; niet veel later sloot de kroeg haar deuren.